# Simone Riccioni
Simone Riccioni (Hoima, 5 settembre 1988) è un attore, scrittore, sceneggiatore produttore e regista italiano.

## Biografia
Simone è nato a Hoima, in Uganda, dove i genitori lavoravano per conto dell'AVSI. A 7 anni arriva in Italia, a Corridonia, e a 15 inizia a recitare nei teatri parrocchiali.
Dal 2009 comincia a recitare in spot pubblicitari tra i più noti Novi, Unieuro, Omino Bianco, Enel, Diesel, Gillette, Fiat, Borotalco, Ima Safe, Riso Flora, Vecchia Romagna, Diadora, Adidas, Colmar Sky, Settimana Enigmistica, Smemoranda, Clarks, Vodafone, Trova Prezzi, King Gillette, Nutella Biscuits e altre, ha recitato anche in serie televisive, tra cui I soliti idioti, Maggie&Bianca Fashion Friends, Che Dio ci Aiuti 5. Al cinema i suoi primi ruoli di successo sono in E fu sera e fu mattina e in Universitari - Molto più che amici.
Nel 2014 viene pubblicato il suo primo romanzo, Eccomi.
Nel 2016 fonda assieme all'imprenditrice Anna Laura Pesallaccia la società Linfa Crowd, con la quale inizierà a produrre film. Nel 2016 è produttore associato, co-sceneggiatore e attore protagonista del film Come saltano i pesci con cui vince il premio come attore rivelazione al Gold Elephant Festival di Catania.
Nel 2017 è produttore, co-sceneggiatore e attore protagonista del film Tiro Libero con cui vince: il premio Antinoo come produttore emergente dell'anno (premiato nella Sala Fellini a Cinecittà insieme a grandi come Dante Ferretti e Lina Sastri); e il premio Italian Values Award, premiato in Campidoglio.
Nel 2017 è nel cast del film internazionale Voice of the Wolf - La Voce del Lupo come co-protagonista insieme ad attori come Christopher Lambert e Maria Grazia Cucinotta.
Nel 2018 è uno degli attori della fiction Che Dio ci Aiuti 5 nel ruolo di Alessio. 
Nel 2019 è produttore e protagonista maschile de La Mia Seconda Volta, insieme ad un cast formato da: Luca Ward, Aurora Ruffino, Daniela Poggi, Isabel Russinova e con la regia di Alberto Gelpi, il film ha aperto il festival Giffoni Experience 2019.
Nel 2020 viene pubblicato il suo quarto romanzo tratto dal film La Mia Seconda Volta. Nel 2020 apre la sua Scuola di Recitazione CINEMA CHE PASSIONE, una palestra per attori.
Nel 2021 produce e recita nel cortometraggio dal titolo E tutto iniziò a tremare, ispirato all'omonimo romanzo di David Miliozzi, con Caterina Shulha e Barbara Enrichi. 
Nel 2022 è attore e produttore del film La ballata dei gusci infranti  assieme a Caterina Shulha, Lina Sastri, Giorgio Colangeli, Miloud Mourad Benamara, Samuele Sbrighi, Paola Lavini per la regia di Federica Biondi.
Nel 2022 è attore e produttore esecutivo del film L'Anima Salva assieme a Paolo Calabresi, Claudia Potenza, Arianna Becheroni, Gisella Burinato prodotto dalla Showlab.
Nel 2023 fonda la "Compagnia Amaranto" ed apre l'Academy Linfa, l'agenzia della sua scuola di Recitazione "Cinema Che Passione" con la quale gestirà i talenti della sua scuola di recitazione.
Nel 2023 produce e dirige lo spettacolo teatrale dal titolo Ma che problema hai? scritto da Valentina Capecci e diretto dallo stesso Simone Riccioni.
Nel 2023 recita con un cameo nel film "Leopardi&co" con un cast d'eccezione Whoopy Goldberg, Jeremy Irving, Denise Tantucci, Paolo Calabresi per la regia di Federica Biondi 
Nel 2023/24 è attore, regista e produttore del film Neve assieme a Simone Montedoro, Margherita Tiesi, Alessandro Sanguigni, Ettore Belmondo
Nel 2024 è attore nella fiction "Alex Zeno, poliziotto a modo suo" nel ruolo di Michele, sempre nel 2024 è attore nella fiction "Balene" nel ruolo di Tommaso

## Filmografia

### Cinema
- Pipì Room, regia di Jerry Calà (2011)
- Com'è bello far l'amore, regia di Fausto Brizzi (2012)
- Beyond mountains, more mountains, regia di Nicholas Mendez (2013, attore protagonista)
- Universitari - Molto più che amici, regia di Federico Moccia (2014, attore protagonista)
- La Festa, regia di Simone Scafidi (2014, co-protagonista)
- E fu sera e fu mattina, regia di Emanuele Caruso (2014, co-protagonista)
- Come saltano i pesci, regia di Alessandro Valori (2016, attore protagonista, produttore, co-sceneggiatore)
- Tiro Libero, regia di Alessandro Valori (2017, attore protagonista, produttore, co-sceneggiatore)
- Voice of the Wolf - La voce del Lupo, regia di Alberto Gelpi (2017, attore co-protagonista)
- La mia seconda volta, regia di Alberto Gelpi (2018, attore protagonista, produttore, co-sceneggiatore)
- La Ballata Dei Gusci Infranti, regia di Federica Biondi (2022, attore, produttore)
- L'Anima Salva, regia di Federica Biondi (2023, attore, produttore esecutivo)
- Leopardi&co, regia di Federica Biondi (2023, attore, cameo)
- Neve, regia di Simone Riccioni (2023, attore, produttore e regista)

### Televisione
- Balene - Rai - 2024 protagonista di puntata
- Alex Zeno, poliziotto a modo suo - Mediaset - 11 marzo - 2024 protagonista di puntata
- Che Dio ci aiuti (5ª stagione) - Rai Uno - Lux Vide - 2018 co-protagonista
- Maggie&Bianca Fashion Friends - Rai Gulp - Rainbow - 2017 protagonista di puntata
- Ale e Franz
- 3Dating
- Life Bites - Pillole di vita
- I soliti idioti
- Io Non Sclero

## Opere
- Eccomi. un'avventura appena iniziata, Corridonia, Linfa, 2014, ISBN 978-88-9402-730-3.
- Come Saltano i Pesci, collana Sàtura, con Jonathan Arpetti, Monza, Leone, 2016, ISBN 978-88-6393-293-5.
- Tiro Libero, collana Pandora, con Jonathan Arpetti, Sperling&Kupfer, 2017, ISBN 978-88-2006-289-7.
- La Mia Seconda Volta, con Christina B. Assouad e Giorgia Benusiglio, Fermo, Poderosa, 2020, ISBN 978-88-9450-261-9.